# Freefall (Jeckyll & Hyde)
Freefall is een single van het Nederlandse dj-/producers-duo Jeckyll & Hyde.
Het nummer was de opvolger van Frozen Flame, dat bij binnenkomst van Freefall nog steeds in de hitlijsten genoteerd stond.
De bijbehorende videoclip gaat verder waar die van Frozen Flame ophield. Jeckyll & Hyde (LEGO-poppetjes die stop-motion bewegen) racen in hun (lego)auto's naar een computer om naar filmpjes van jumpers te kijken. Deze vier jumpers zijn een deel van het podiumoptreden van Jeckyll & Hyde.

## Nummers op single
1. Freefall (Radio Edit) - (3:26)
2. Freefall (Extended Mix) - (8:47)
3. Frozen Flame (Wezz & Fisher Remix) - (7:29)
4. Freefall (Video) - (3:26)

### Hitnotering
| "Freefall" in de Nederlandse Top 40 - binnen: 24 maart 2007 | "Freefall" in de Nederlandse Top 40 - binnen: 24 maart 2007 | "Freefall" in de Nederlandse Top 40 - binnen: 24 maart 2007 | "Freefall" in de Nederlandse Top 40 - binnen: 24 maart 2007 | "Freefall" in de Nederlandse Top 40 - binnen: 24 maart 2007 | "Freefall" in de Nederlandse Top 40 - binnen: 24 maart 2007 | "Freefall" in de Nederlandse Top 40 - binnen: 24 maart 2007 | "Freefall" in de Nederlandse Top 40 - binnen: 24 maart 2007 | "Freefall" in de Nederlandse Top 40 - binnen: 24 maart 2007 | "Freefall" in de Nederlandse Top 40 - binnen: 24 maart 2007 | "Freefall" in de Nederlandse Top 40 - binnen: 24 maart 2007 | "Freefall" in de Nederlandse Top 40 - binnen: 24 maart 2007 | "Freefall" in de Nederlandse Top 40 - binnen: 24 maart 2007 | "Freefall" in de Nederlandse Top 40 - binnen: 24 maart 2007 | "Freefall" in de Nederlandse Top 40 - binnen: 24 maart 2007 | "Freefall" in de Nederlandse Top 40 - binnen: 24 maart 2007 | "Freefall" in de Nederlandse Top 40 - binnen: 24 maart 2007 | "Freefall" in de Nederlandse Top 40 - binnen: 24 maart 2007 | "Freefall" in de Nederlandse Top 40 - binnen: 24 maart 2007 | "Freefall" in de Nederlandse Top 40 - binnen: 24 maart 2007 | "Freefall" in de Nederlandse Top 40 - binnen: 24 maart 2007 | "Freefall" in de Nederlandse Top 40 - binnen: 24 maart 2007 |
| Week                                                        | 1                                                           | 2                                                           | 3                                                           | 4                                                           | 5                                                           | 6                                                           | 7                                                           | 8                                                           | 9                                                           | 10                                                          | 11                                                          | 12                                                          | 13                                                          | 14                                                          | 15                                                          | 16                                                          | 17                                                          | 18                                                          | 19                                                          | 20                                                          |                                                             |
| ----------------------------------------------------------- | ----------------------------------------------------------- | ----------------------------------------------------------- | ----------------------------------------------------------- | ----------------------------------------------------------- | ----------------------------------------------------------- | ----------------------------------------------------------- | ----------------------------------------------------------- | ----------------------------------------------------------- | ----------------------------------------------------------- | ----------------------------------------------------------- | ----------------------------------------------------------- | ----------------------------------------------------------- | ----------------------------------------------------------- | ----------------------------------------------------------- | ----------------------------------------------------------- | ----------------------------------------------------------- | ----------------------------------------------------------- | ----------------------------------------------------------- | ----------------------------------------------------------- | ----------------------------------------------------------- | ----------------------------------------------------------- |
| Nummer                                                      | 11                                                          | 1                                                           | 1                                                           | 3                                                           | 3                                                           | 3                                                           | 4                                                           | 3                                                           | 5                                                           | 5                                                           | 5                                                           | 6                                                           | 7                                                           | 8                                                           | 9                                                           | 9                                                           | 11                                                          | 21                                                          | 28                                                          | 40                                                          | uit                                                         |

| "Freefall" in de Single Top 100 - binnen: 17 maart 2007 | "Freefall" in de Single Top 100 - binnen: 17 maart 2007 | "Freefall" in de Single Top 100 - binnen: 17 maart 2007 | "Freefall" in de Single Top 100 - binnen: 17 maart 2007 | "Freefall" in de Single Top 100 - binnen: 17 maart 2007 | "Freefall" in de Single Top 100 - binnen: 17 maart 2007 | "Freefall" in de Single Top 100 - binnen: 17 maart 2007 | "Freefall" in de Single Top 100 - binnen: 17 maart 2007 | "Freefall" in de Single Top 100 - binnen: 17 maart 2007 | "Freefall" in de Single Top 100 - binnen: 17 maart 2007 | "Freefall" in de Single Top 100 - binnen: 17 maart 2007 | "Freefall" in de Single Top 100 - binnen: 17 maart 2007 | "Freefall" in de Single Top 100 - binnen: 17 maart 2007 | "Freefall" in de Single Top 100 - binnen: 17 maart 2007 | "Freefall" in de Single Top 100 - binnen: 17 maart 2007 | "Freefall" in de Single Top 100 - binnen: 17 maart 2007 | "Freefall" in de Single Top 100 - binnen: 17 maart 2007 | "Freefall" in de Single Top 100 - binnen: 17 maart 2007 | "Freefall" in de Single Top 100 - binnen: 17 maart 2007 | "Freefall" in de Single Top 100 - binnen: 17 maart 2007 | "Freefall" in de Single Top 100 - binnen: 17 maart 2007 | "Freefall" in de Single Top 100 - binnen: 17 maart 2007 | "Freefall" in de Single Top 100 - binnen: 17 maart 2007 | "Freefall" in de Single Top 100 - binnen: 17 maart 2007 | "Freefall" in de Single Top 100 - binnen: 17 maart 2007 | "Freefall" in de Single Top 100 - binnen: 17 maart 2007 | "Freefall" in de Single Top 100 - binnen: 17 maart 2007 | "Freefall" in de Single Top 100 - binnen: 17 maart 2007 | "Freefall" in de Single Top 100 - binnen: 17 maart 2007 |
| Week                                                    | 1                                                       | 2                                                       | 3                                                       | 4                                                       | 5                                                       | 6                                                       | 7                                                       | 8                                                       | 9                                                       | 10                                                      | 11                                                      | 12                                                      | 13                                                      | 14                                                      | 15                                                      | 16                                                      | 17                                                      | 18                                                      | 19                                                      | 20                                                      | 21                                                      | 22                                                      | 23                                                      | 24                                                      | 25                                                      | 26                                                      | 27                                                      |                                                         |
| ------------------------------------------------------- | ------------------------------------------------------- | ------------------------------------------------------- | ------------------------------------------------------- | ------------------------------------------------------- | ------------------------------------------------------- | ------------------------------------------------------- | ------------------------------------------------------- | ------------------------------------------------------- | ------------------------------------------------------- | ------------------------------------------------------- | ------------------------------------------------------- | ------------------------------------------------------- | ------------------------------------------------------- | ------------------------------------------------------- | ------------------------------------------------------- | ------------------------------------------------------- | ------------------------------------------------------- | ------------------------------------------------------- | ------------------------------------------------------- | ------------------------------------------------------- | ------------------------------------------------------- | ------------------------------------------------------- | ------------------------------------------------------- | ------------------------------------------------------- | ------------------------------------------------------- | ------------------------------------------------------- | ------------------------------------------------------- | ------------------------------------------------------- |
| Nummer                                                  | 27                                                      | 2                                                       | 2                                                       | 2                                                       | 2                                                       | 2                                                       | 3                                                       | 1                                                       | 1                                                       | 2                                                       | 2                                                       | 5                                                       | 4                                                       | 9                                                       | 4                                                       | 4                                                       | 6                                                       | 13                                                      | 17                                                      | 18                                                      | 23                                                      | 28                                                      | 36                                                      | 45                                                      | 54                                                      | 59                                                      | 81                                                      | uit                                                     |

## Trivia
- Freefall is de eerste jump-hit die in Nederland de nummer-1-positie heeft bereikt.
- In de Nederlandse Top 40 was het de eerste volledig instrumentale nummer 1-hit in bijna 18 jaar (David A. Stewart & Candy Dulfer - Lily Was Here, 1989).